# Петер Алик
Петер Алик (естон. Peeter Allik Пилцама, 28. јун 1966. – Тарту, 31. децембар 2019.) је био естонски уметник и надреалиста ( црно-бела дактилоскопска тенденција).

## Биографија
Дипломирао је на Универзитету у Тартуу.
Године 1997. постао је први лауреат награде Адоа Вабеа.
Године 2002. освојио је и Гран при на осмом међународном бијеналу балтичких држава у Калињинграду.

## Радови
- "Мартиње", 1989
- "НАТО", 1996
- "Меланхолија", 1999
- „Спаљивање приватизационих докумената“, 2002
- „Рођен у Совјетском Савезу“, 2002
- "Жене трче", 2003-2004